# گوی‌تپه آغمیون
گوی‌تپه آغمیون مربوط به سده‌های اولیه دوران‌های تاریخی پس از اسلام است و در شهرستان سرآب، بخش مرکزی، دهستان آغمیون، روستای آغمیون واقع شده و این اثر در تاریخ ۱۵ دی ۱۳۸۷ با شمارهٔ ثبت ۲۳۹۷۵ به‌عنوان یکی از آثار ملی ایران به ثبت رسیده است.